# Micrurus ancoralis
Micrurus ancoralis är en ormart som beskrevs av Jan 1872. Micrurus ancoralis ingår i släktet korallormar, och familjen giftsnokar.
Arten förekommer i Colombia och Ecuador norr om bergskedjorna samt i södra Panama.

## Underarter
Arten delas in i följande underarter:
- M. a. jani
- M. a. ancoralis